# Drosophila affinis
Drosophila affinis är en tvåvingeart som beskrevs av Alfred Sturtevant 1916. Drosophila affinis ingår i släktet Drosophila och familjen daggflugor. Inga underarter finns listade i Catalogue of Life.
Arten finns i Nordamerika.
Drosophila affinis kan till viss del föröka sig genom partenogenes.